# Graiana
Graiana è una piccola frazione del comune di Corniglio, in provincia di Parma; è suddivisa nelle tre località di Graiana Castello, Graiana Chiesa e Graiana Villa.
La frazione dista 1,99 km dal capoluogo.

## Geografia fisica
Graiana è raggiungibile attraverso una stretta strada comunale che dalla provinciale per Corniglio, dopo il bivio per Miano, si inerpica tra i boschi verso il monte Sillara. La prima località cui si arriva è Graiana Villa, collocata su un'altura protesa sulla val Parma a 846 m s.l.m.
Proseguendo verso il monte Maestà di Graiana, si giunge dapprima nel piccolo borgo di Graiana Chiesa e successivamente a Graiana Castello, che, collocata su un pianoro coltivato, sorge a 965 m s.l.m. ai piedi di un colle arenaceo, ove in epoca medievale si ergeva il castello.

## Storia
Il borgo di Graiana sorse in epoca medievale; la prima testimonianza dell'esistenza della cappella risale al 1230, epoca in cui il territorio dipendeva dalla diocesi di Parma.
Le più antiche informazioni riguardanti il castello risalgono al 1441, quando, benché già danneggiato, fu alienato insieme ai feudi di Berceto e di Bosco dal duca di Milano Filippo Maria Visconti al conte Pier Maria II de' Rossi, che ne era stato spodestato anni prima.
Nel 1464 Pier Maria II destinò nel testamento numerosi feudi appenninici, tra cui Graiana, al figlio Bernardo, che tuttavia morì dopo 4 anni; il Conte assegnò quindi le terre al figlio Guido, ma, a causa dello scoppio della guerra dei Rossi nel 1482, la successione non ebbe luogo e l'anno seguente Graiana, non facente parte della castellanza di Corniglio, per volontà del duca di Milano Ludovico il Moro fu restituita alla città di Parma.

## Monumenti e luoghi d'interesse

### Chiesa di San Nicolò

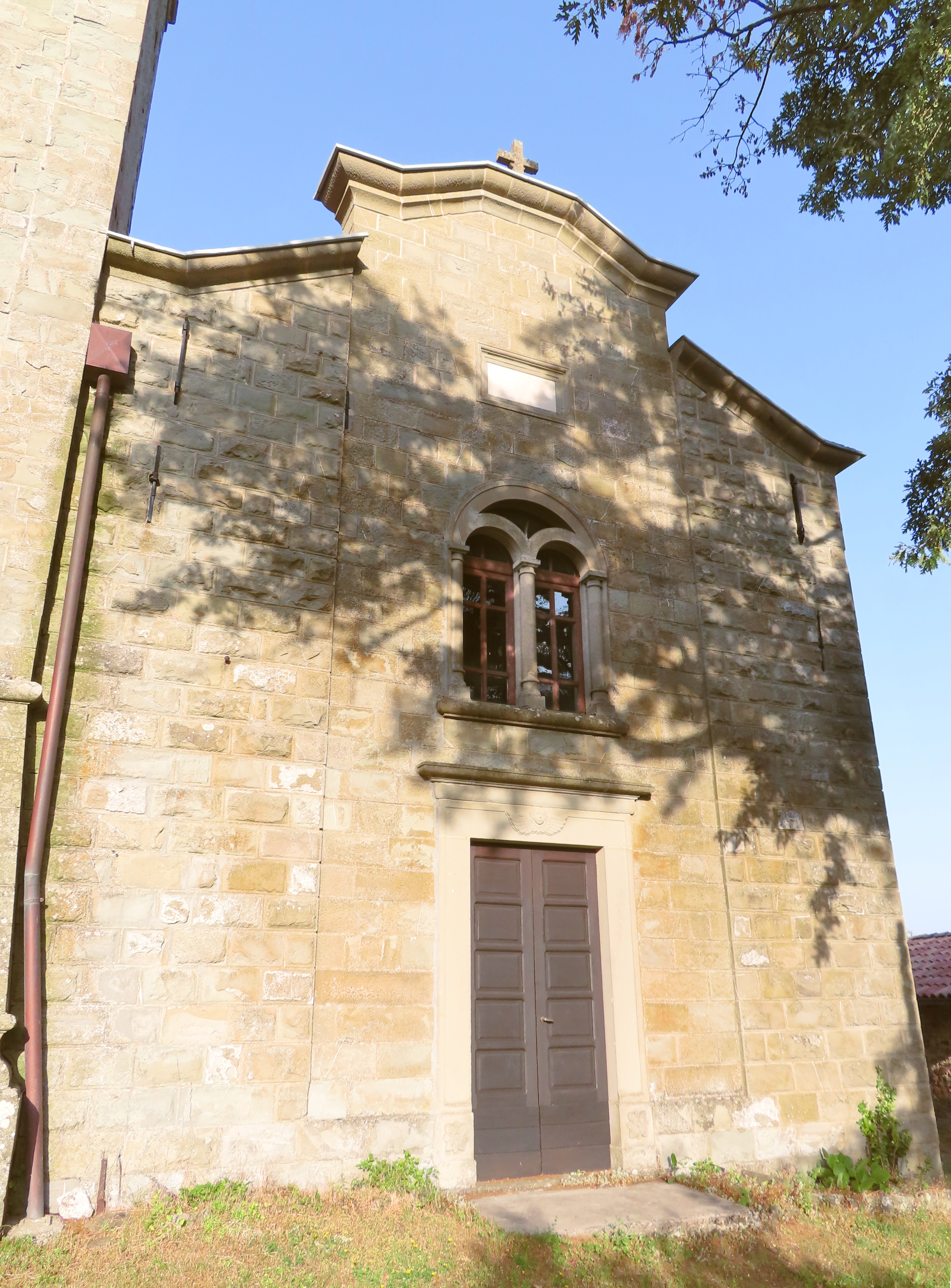
Chiesa di San Nicolò

Menzionata per la prima volta nel 1230, la chiesa romanica di Graiana Chiesa fu ricostruita quasi completamente nel 1770, preservando dell'antico edificio solo la zona absidale; lesionata dal terremoto del 2008, fu completamente ristrutturata e consolidata strutturalmente tra il 2016 e il 2017; il luogo di culto neoromanico conserva intatto il presbiterio medievale in conci di arenaria, decorato esternamente con un motivo ad archetti pensili in sommità.

### Castello
Edificato in epoca medievale, il castello, originariamente dotato di due torrioni, fu alienato nel 1441 dal duca di Milano Filippo Maria Visconti al conte Pier Maria II de' Rossi, benché già abbandonato da tempo a causa della franosità del terreno e delle difficoltà a raggiungerlo; restituito alla città di Parma nel 1483, se ne perse nel tempo ogni traccia.